# Phedina brazzae
Phedina brazzae là một loài chi trong họ Nhạn, Hirundinidae. Nó dài khoảng 12 cm (4.25 in) với phần thân trên màu xám-nâu, thân dưới màu trắng có các vệt đen đậm. Phạm vi phân bố của loài này là ở Angola, Cộng hòa Congo, và Cộng hòa Dân chủ Congo thuộc châu Phi. Nó làm tổ trên bờ sông, đẻ mỗi lứa ba trứng màu trắng. Loài chim này ăn côn trùng bay, như mối cánh, săn mồi ở các con sông hay xavan mở.